# Husky labrador
Pour les articles homonymes, voir Husky et Labrador (homonymie).
Le husky labrador est une race de chien fort et rapide, de type spitz, originaire du Canada, développée afin de faire des chiens de traîneau. Malgré son nom, la race n'est pas un mélange de labrador retriever et de husky. La race est peu connue et il n'y a pas d'organisation cynologique qui la reconnaisse.